# Besni
Besni là một huyện thuộc tỉnh Adıyaman, Thổ Nhĩ Kỳ. Huyện có diện tích 1151 km² và dân số thời điểm năm 2007 là 80468 người, mật độ 70 người/km².